# Näs bruk
Näs bruk is een plaats in de gemeente Avesta in het landschap Dalarna en de provincie Dalarnas län in Zweden. De plaats heeft 223 inwoners (2005) en een oppervlakte van 58 hectare. De plaats ligt op een schiereiland, ten oosten van de plaats ligt het meer Bysjön en ten westen van de plaats ligt het meer Rudusjön, deze twee meren staan met elkaar in verbinding, door een smalle maar korte strook water. De bebouwing in de plaats bestaat voornamelijk uit vrijstaande huizen en aan het meer Bysjön ligt camping Falkudden met zandstrand waar men kan recreëren/zwemmen.

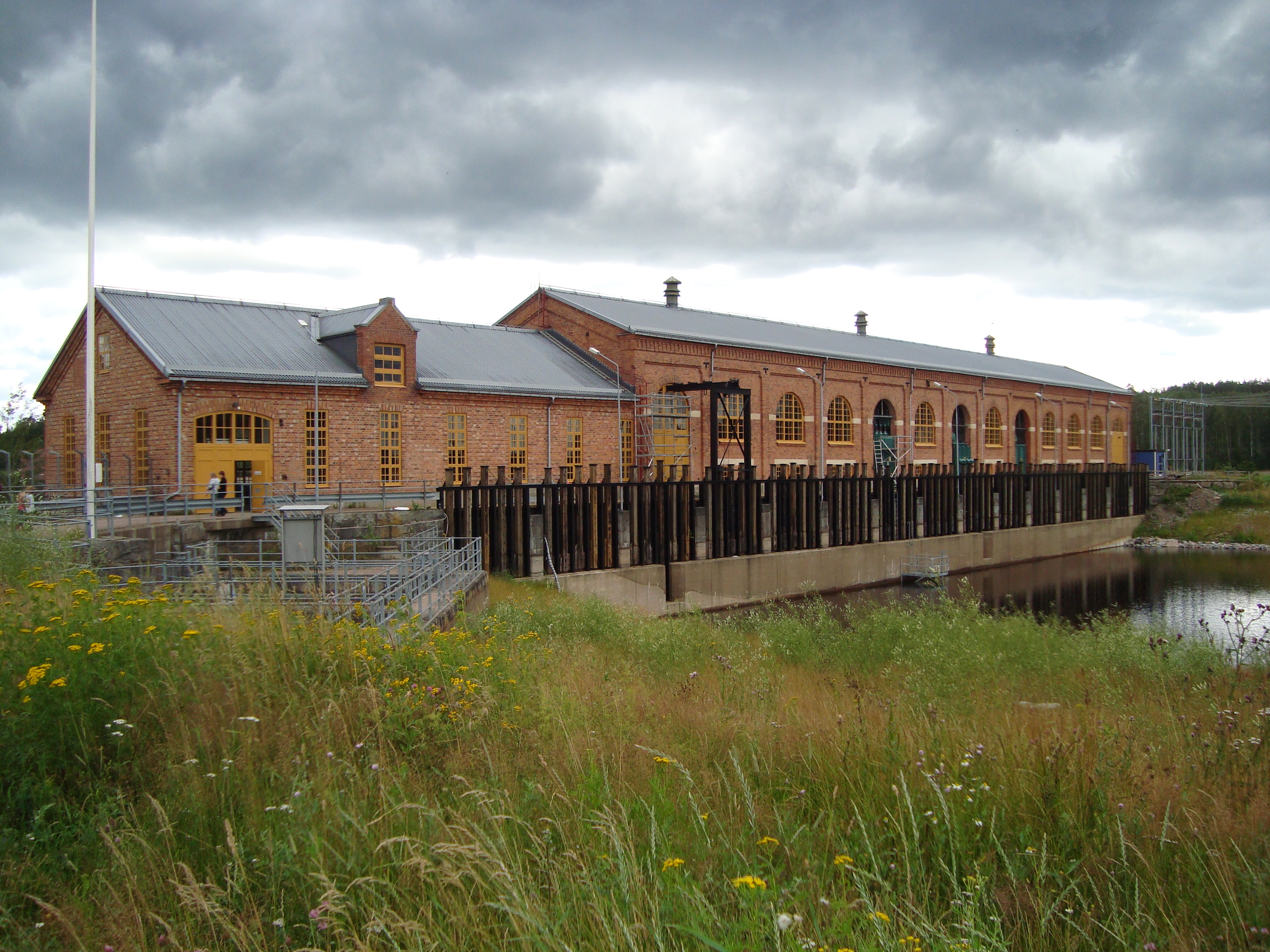
Museum
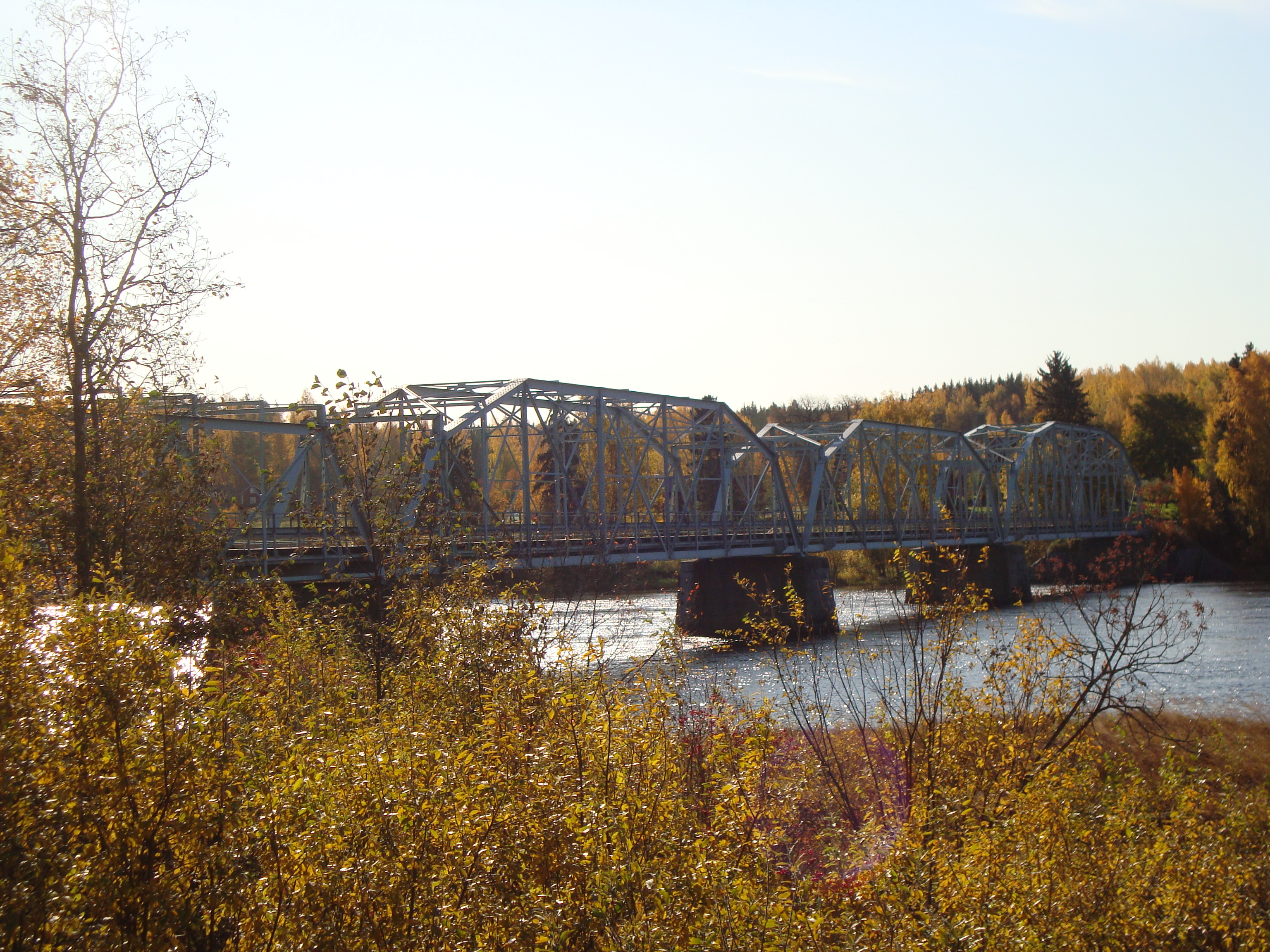
Brug